# Micromelalopha populivora
Micromelalopha populivora är en fjärilsart som beskrevs av Yang 1978. Micromelalopha populivora ingår i släktet Micromelalopha och familjen tandspinnare. Inga underarter finns listade i Catalogue of Life.